# خنده در وایکیکی
خندهٔ در وایکیکی (کره‌ای: 으라차차 와이키키) یک مجموعهٔ تلویزیونی کره جنوبی سال ۲۰۱۸ با بازی کیم جونگ-هیون، لی یی کیونگ و سون سونگ-وون است. این مجموعه از ۵ فوریهٔ تا ۱۷ آوریل ۲۰۱۸، روزهای دوشنبه و سه‌شنبه ساعت ۲۳:۰۰ (کی‌اس‌تی) برای ۲۰ قسمت از جی‌تی‌بی‌سی پخش شد.
در ۶ ژوئن ۲۰۱۸ اعلام شد که فصل دومی برای این سریال خواهند ساخت. که در ۲۵ مارس ۲۰۱۸ پخش شد.

## خلاصهٔ داستان
این مجموعهٔ داستان سه جوان را روایت می‌کند، کانگ دونگ گو (کیم جونگ-هیون)  آرزو دارد روزی یک کارگردان بشود ولی متاسفانه او خیلی بدشانس است. لی جون کی (لی یی کیونگ) میخواهد مثل پدرش یه بازیگر معروف بشود ولی درحال حاضر او یک بازیگر معمولی است. بونگ دو شیک (سون سونگ-وون) به سئول آمده تا فیلمنامه‌نویس بشود ولی همه چیز آنطور که فکر می‌کرده آسان نیست. مهمانخانه‌ای که این سه نفر در سئول به نام وایکیکی باز کردند نیز با مشکلات مالی مواجه شده‌ است در این موقع هم سر و کله یک بچهٔ مرموز با مادرش پیدا می‌شود…

## بازیگران

### اصلی
- کیم جونگ-هیون در نقش کانگ دونگ گو
  - برادر سوجین و نماد بدبختی
- لی یی کیونگ در نقش لی جون کی
  - پسر یک بازیگر مشهور
- سون سونگ-وون در نقش بونگ دو-شیک
  - یک نویسنده مهربان و ترسو
- جونگ این سان در نقش هان یون آه
  - مادر سول (مادری مجرد)
- گو وون-هی در نقش کانگ سوجین
  - خواهر دونگ گو
- لی جو وو در نقش مین سو آه
  - دوست دختر سابق دونگ گو، مدل مشهور

### نقش‌های مکمل
- کانگ کیونگ-جون در نقش سونگ هیون جون (قسمت ۹–۱۶)
  - قناد، صاحب نانوایی، مربی مدرسهٔ یون آه.
- لی جونگ هیوک در نقش کیم وو سونگ
- ریو هه-رین در نقش جین جو
- لی جی-ها در نقش مادر جی سو
- کیم جی-سونگ در نقش آه یونگ

## تولید
- ابتدا به ریو هوا-یونگ پیشنهاد شد که نقش اصلی را ایفا کند، اما نپذیرفت.[۶]
- اولین فیلمنامه خوانی بازیگران در ۱۸ دسامبر ۲۰۱۷ در ساختمان جی‌تی‌بی‌سی در سانگام-دونگ برگزار شد.[۷]
- در ۶ مارس، جی‌تی‌بی‌سی سریال را برای چهار قسمت دیگر تمدید کرد و در آماده سازی برای تمدید، دو برنامه ویژهٔ تفسیری پخش کرد.